# Thanh-Hóa-Stadion
Das Thanh-Hóa-Stadion ist ein in der vietnamesischen Stadt Thanh Hóa befindliches Mehrzweckstadion. Es wird als Heimspielstätte des FC Thanh Hóa genutzt und bietet Platz für 14.000 Zuschauer.